# Chrysocercops malayana
Chrysocercops malayana là một loài bướm đêm thuộc họ Gracillariidae. Nó được tìm thấy ở Malaysia (Negeri Sembilan, Pahang and Selangor).
Sải cánh dài 5–7 mm.
Ấu trùng ăn các loài Shorea, bao gồm Shorea acuminata, Shorea bracteolata và Shorea leprosula. Chúng ăn lá nơi chúng làm tổ. Tổ lá trông giống như tổ của Chrysocercops thapai, nhưng phần lớn nằm ở mặt trên, không nằm mặt dưới lá.